# 布斯托阿西齊奧
布斯托阿西齊奧（義大利語：Busto Arsizio），是意大利伦巴第大区瓦雷泽省的市镇。面积为30.27平方公里，2017年人口数量为83,405人。

## 友好城市
- 義大利多莫多索拉
- 法國塞纳河畔埃皮奈